# What Am I Bid? (film 1919)
What Am I Bid? (conosciuto anche come Girl for Sale) è un film muto del 1919 diretto da Robert Z. Leonard. Prodotto e distribuito dalla Universal Film Manufacturing Company, sarebbe stato sceneggiato da Harvey F. Thew su un soggetto dello stesso Thew e di John B. Clymer, anche se fonti contemporanee discordano da questa attribuzione.

## Trama

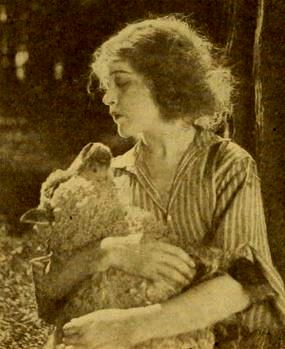
Mae Murray con l'agnellino

Betty Yarnell vive con suo padre in una baracca tra le montagne di North Woods. L'uomo è un ubriacone inveterato che passa il suo tempo nel saloon di Abner Grimp. Dovendogli dei soldi, Yarnell firma un contratto con Abner, cedendogli la figlia in cambio di bevande illimitate. Quando si reca a riscuotere, Betty cerca di sfuggirgli ma riesce a salvarsi solo per l'intervento di Ralph McGibbon, un agente governativo arrivato dalla città. Abner, allora, manda al suo posto il socio, un indiano: ma neppure lui riesce a prendere la ragazza, difesa sempre da McGibbon. Questi, però, viene colpito selvaggiamente, rimanendo gravemente ferito. Betty se ne prende cura e per lui sacrifica persino il suo agnellino, l'unico amico che la ragazza ha mai avuto in quei luoghi selvaggi. Lo sceriffo decide di indire un'asta dove Betty sarà messa in palio al miglior offerente. Abner la rivendica per sé ma Ralph, ormai guarito, lo affronta un'ultima volta, riuscendo a piegarlo e a portare via con sé la ragazza.

## Produzione
Il film, prodotto dalla Universal Film Manufacturing Company, venne girato in esterni nella zona del Lago Tahoe.

## Distribuzione
Il copyright del film, richiesto dalla Universal, fu registrato il 24 marzo 1919 con il numero LP13537.
Distribuito dalla Universal Film Manufacturing Company, il film uscì nelle sale statunitensi il 14 aprile 1919. In Francia, venne distribuito con il titolo Dolly.
Non si conoscono copie ancora esistenti della pellicola che viene considerata presumibilmente perduta.